# Head Hunters
Head Hunters är det tolfte studioalbumet av Herbie Hancock, lanserat 13 oktober 1973 på Columbia Records i USA. Inspelningarna ägde rum under september 1973 på Wally Heider Studios och Different Fur Trading Co i San Francisco, Kalifornien. Head Hunters anses vara ett av de viktigaste albumen inom jazzfunk. År 2003 listades albumet som #498 i magasinet Rolling Stones lista The 500 Greatest Albums of All Time. 2007 lade Library of Congress till albumet i National Recording Registry, som samlar in "kulturellt, historiskt eller estetiskt viktiga" ljudinspelningar.
Inför det nya albumet samlade Hancock ihop ett nästan nytt gäng musiker, The Headhunters, varav endast Bennie Maupin hade spelat med Hancock tidigare. Hancock spelar alla albumets syntpartier själv och han beslutade att inte använda gitarr på albumet. Istället användes clavinet prominent på skivan. Av de fyra spåren på albumet var "Watermelon Man" det enda som inte skrivits speciellt för albumet. Det är en komposition från Hancocks hardbop-tid som ursprungligen lanserats på hans första album Takin 'Off. Den är omarbetad av Hancock och Mason och har ett intro där albumets percissionist Bill Summers blåser i en ölflaska. På spåret förekommer afrikanska slagverksinstrument. "Sly" är döpt efter funkmusikern Sly Stone som en hyllning till honom.

## Låtlista
All musik är komponerad av Herbie Hancock om inget annat anges.
1. Chameleon (Herbie Hancock/Paul Jackson/Bennie Maupin/Harvey Mason) – 15:45
2. Watermelon Man – 6:32
3. Sly – 10:21
4. Vein Melter – 9:10

## Medverkande
- Herbie Hancock – elpiano, synthesizer
- Bennie Maupin – sopran- & tenorsax, basklarinett, altflöjt
- Paul Jackson – elbas, marímbula
- Harvey Mason – trummor
- Bill Summers – slagverk

## Listplaceringar
- Billboard 200, USA: #13[1]
- RPM, Kanada: #23[2]